# Julio Salinas
Julio Salinas, španski nogometaš, * 11. september 1962.
Za špansko reprezentanco je odigral 56 uradnih tekem in dosegel 22 golov.